# Боргорато (Империја)
Боргорато је насеље у Италији у округу Империја, региону Лигурија.
Према процени из 2011. у насељу је живело 74 становника. Насеље се налази на надморској висини од 164 м.